# 音声
音声（おんせい）とは、人の声、すなわち人が発声器官を通じて発する音である。
基本要素として母音と子音がある。さらに、これらを細かく分類して、特定の言語で意味の違いを弁別・認識する音声の基本単位を音素といい、特定の言語に依存せずに、音声学で分類・定義する音声の基本単位を単音という。
なお、「音声」の語は上記の意味とは別に、テレビやパソコンなど、現代の電子機器がスピーカーから発する音をいうこともある。